# Monastère de Saint-François de Cuburien
Le monastère de Saint-François de Cuburien ou Couvent de Cuburien est situé sur le territoire de la commune de Saint-Martin-des-Champs, dans le Finistère en France, en bordure de la Rivière de Morlaix.

## La fondation et les débuts
Situé sur la rive gauche de la Rivière de Morlaix, à environ 2 km de la ville de Morlaix, ce couvent a été fondé en 1458 par Alain IX de Rohan (1382-1482), vicomte de Léon et de Rohan à l'emplacement de l'ancien château de Cuburien, lequel avait appartenu en 1301 à Hervé V de Léon et à Alain IX de Rohan en 1445, fut incendié par le duc Jean IV. Le couvent était possédé par les Cordeliers, les premiers étant venus de l'Île Vierge (dans la commune actuelle de Plouguerneau), « ce lieu estant devenu inhabitable à cause de sa stérilité et du peu de moyen qu'il y avoit de l'avictuailler de la grande terre ». La construction des bâtiments a été étudiée par Louis Chauris.
En 1522, lorsque les Anglais prennent par surprise Morlaix, des arbres abattus dans la forêt de Cuburien et jetés pour faire barrage dans la Rivière de Morlaix aux bateaux anglais qui revenaient de cette ville chargés de butin. C'est probablement alors que le couvent est incendié, ce qui explique la reconstruction de l'église conventuelle entre 1527 et 1530.
Le 27 décembre 1535, une barque remplie de passagers sombra sur la Rivière de Morlaix devant Cuburien et presque tous les passagers (101 personnes) périrent.

« Cuburien était le plus beau des couvents que possédassent en Bretagne les Cordeliers, et les supérieurs provinciaux y résidaient généralement. L'église est dans le style ogival du XVe siècle ; c'est toujours celle de la première fondation. Ses vitraux furent réalisés par Allain Cap. Cuburien avait une bibliothèque renommée, et le père Christophe de Penfeuntenio (Christophe de Cheffontaines), avait obtenu du roi, en 1563, l'autorisation d'y joindre une imprimerie. Il écrivit divers ouvrages dont Réponse familière à une Épître, écrite contre le libéral arbitre et les mérites des bonnes œuvres. Il fut plus tard général de son ordre monastique, les Frères mineurs récollets (élu à Rome en 1571, il occupa cette fonction jusqu'à 1579, date à laquelle il fut nommé archevêque in partibus de Césarée, mais exerça son ministère comme coadjuteur de l'archevêque de Sens, le cardinal Nicolas de Pellevé). »

En 1611, un texte écrit par un moine de Cuburien fait allusion à des vexations commises contre le couvent par des héritiers des Rohan et les châtelains de Lannuguy (un château voisin de Cuburien), qui étaient devenus protestants. Le même auteur rapporte aussi que des habitants de Morlaix, eux aussi devenus huguenots « rêvaient aussi de s'approprier Cuburien ».
La réforme dite des Récollets fut introduite dans le couvent en 1621 et en 1622, les Récollets remplacent les Cordeliers dans le monastère. Ils soignent les Morlaisiens lors des épidémies de peste de 1626 et 1640 et disposent d'une bibliothèque renommée. Albert Le Grand, le célèbre hagiographe auteur de "La vie des saints de la Bretagne Armorique", fut moine au couvent de Cuburien.
Des religieuses de la congrégation Hospitalières de la miséricorde de Jésus tinrent à partir du XVIIe siècle un hospice dénommé "Notre-Dame-de-la-Victoire de Cuburien".
Françoise de Quisidic, fille de Jacques de Quisidic, seigneur de Kervilsic, en Garlan dans le diocèse de Tréguier, née en 1577, convertie par un sermon de Michel Le Nobletz, après avoir vécu une partie de sa vie à Saint-Michel-en-Grève où elle vit deux apparitions de la Vierge Marie, en 1657 et en juillet 1659, mourut le 29 octobre 1659 près du couvent de Cuburien, probablement dans cet hospice.
Dans la seconde moitié du XVIIIe siècle, le monastère entre en décadence, certains moines s'adonnant à des « débauches bacchiques qui dégradent même l'humanité » et à des « dissipations scandaleuses au dehors ».

## Une des premières imprimeries bretonnes

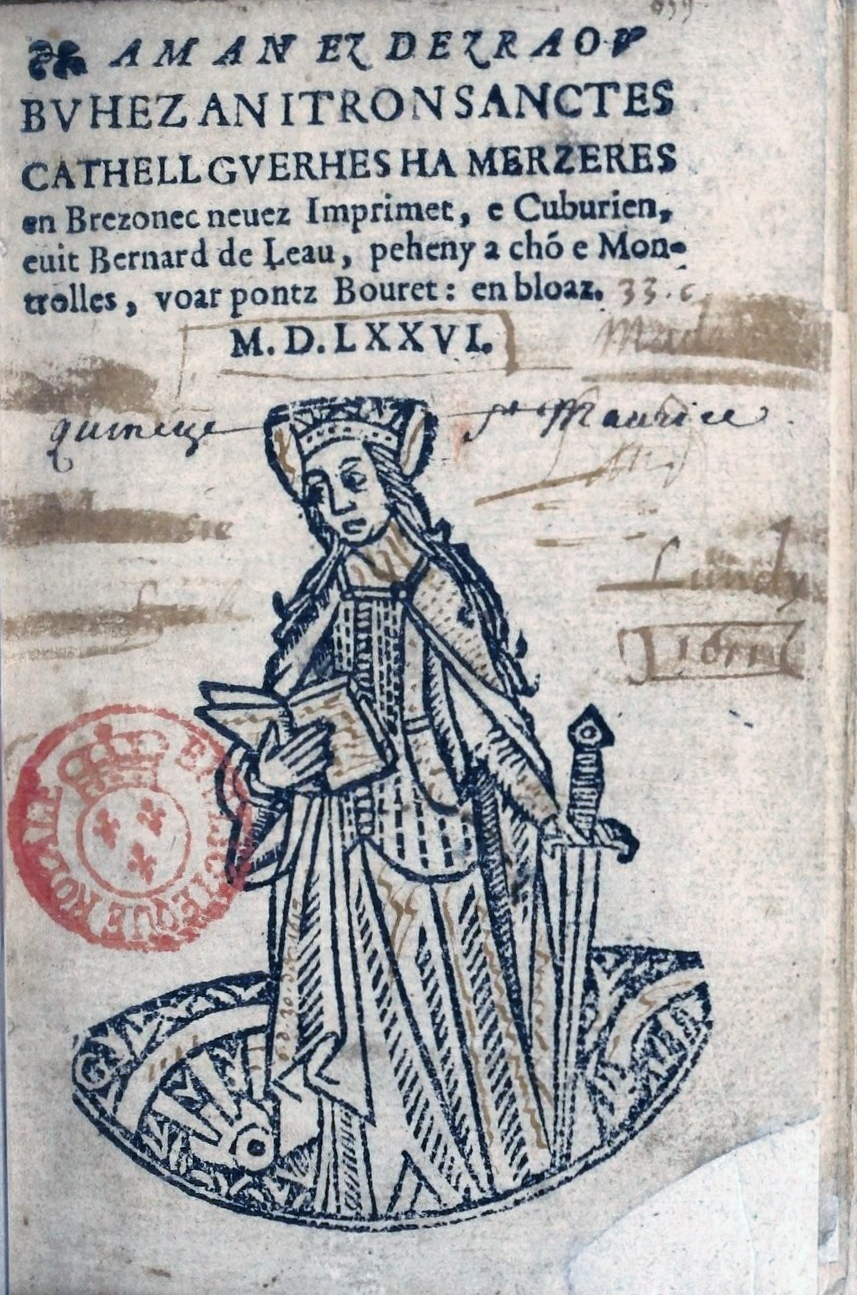
Livre en breton imprimé en 1576 au monastère de Cuburien

Une imprimerie, qui fut l'une des premières imprimeries bretonnes, dont la création est autorisée par le roi Louis XIV en 1653, existe dans le monastère dès 1570 et fonctionne jusqu'en 1595, date de la mort de Christophe de Penfeuntenio. Les livres imprimés sont en "moyen breton" (langue bretonne de cette époque), les religieux de Cuburien participant à un mouvement de défense de la langue bretonne afin de réagir contre les efforts des moines d'origine gallo pour imposer la langue française.
Les principaux ouvrages qui y furent imprimés sont :
- Christophe de Penfeuntenio ("Cheffontaines" en français) : Les quatre fins de L'homme (en vers bretons) ; ce fut le premier livre imprimé au monastère[20].
- Jean L'Archer[21] : Le miroir de la mort (1575) ;
- Vie de saint Efflam, imprimé en 1575[22] ;
- Vie de sainte Catherine, imprimé en 1576[23] ;
- Vie de saint François.

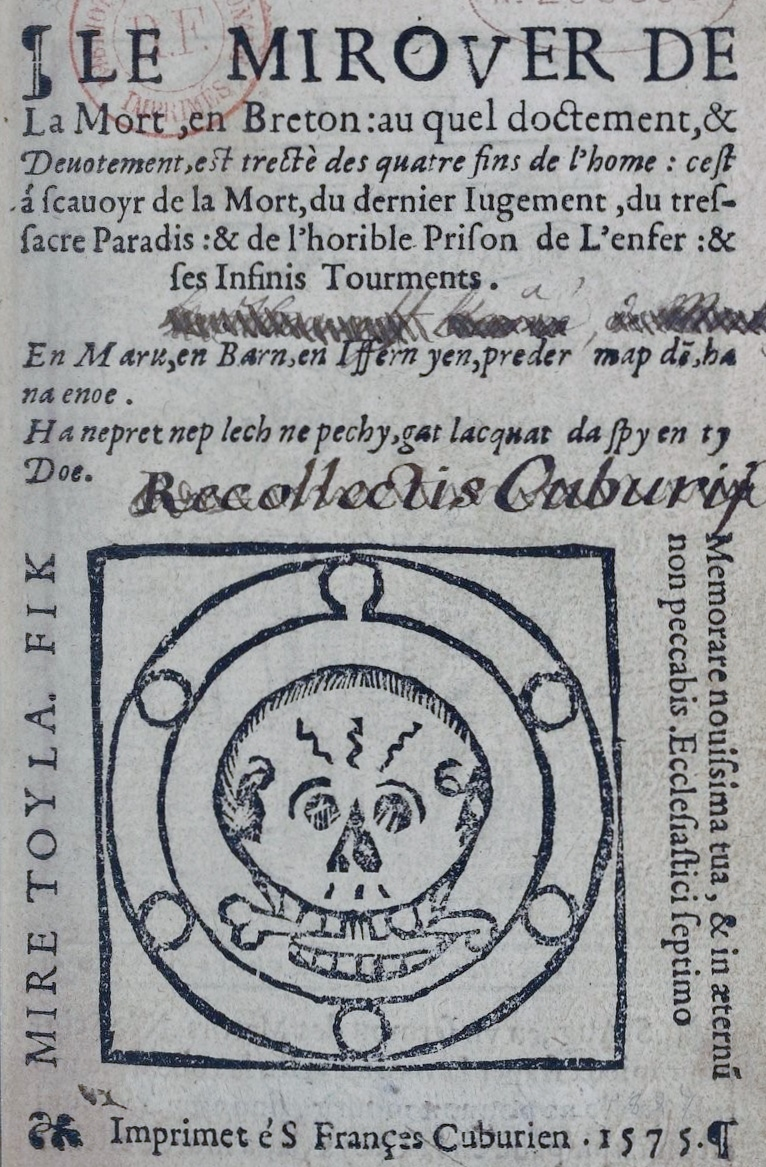
Le Mirouer de la mort, livre de Jean L'Archer, imprimé en 1575 au monastère de Saint-François de Cuburien

## La Révolution française et leXIXesiècle
Le couvent fut déclaré bien national en 1792 et les moines chassés de leur couvent. Le monastère est transformé en atelier de fabrique de salpêtre, puis de travail du plomb et ensuite du bois pour la marine. Le couvent est très dégradé lorsqu'il est racheté vers 1834 par les Dames chanoinesses hospitalières venues de Quimper qui relèvent l'église, de style flamboyant, et en sauvent les vitraux. La maîtresse-vitre présente regroupe des fragments de vitraux de facture et époques variées où l'on distingue une Résurrection, le martyre de saint Étienne et plusieurs scènes de la vie de la Vierge, de celle de saint François et quelques écussons coloriés.
À ces restaurations, les mêmes religieuses ont ajouté une infirmerie où elles soignent les femmes infirmes et âgées. Ces religieuses créent aussi un pensionnat pour jeunes filles et une maison de retraite pour les personnes âgées (hospice). L'établissement est désormais connu sous le nom de "Monastère Notre-Dame-de-la-Victoire".

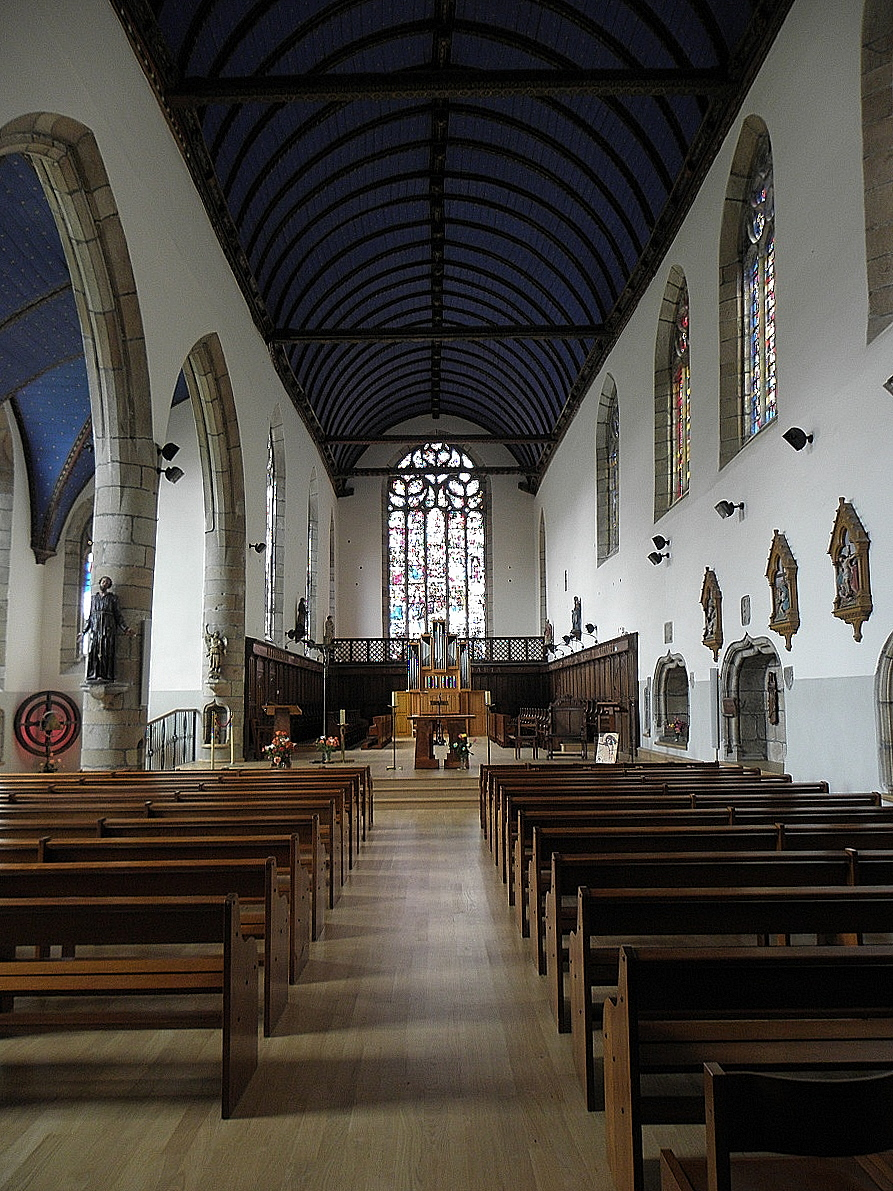
La nef principale de l'église.
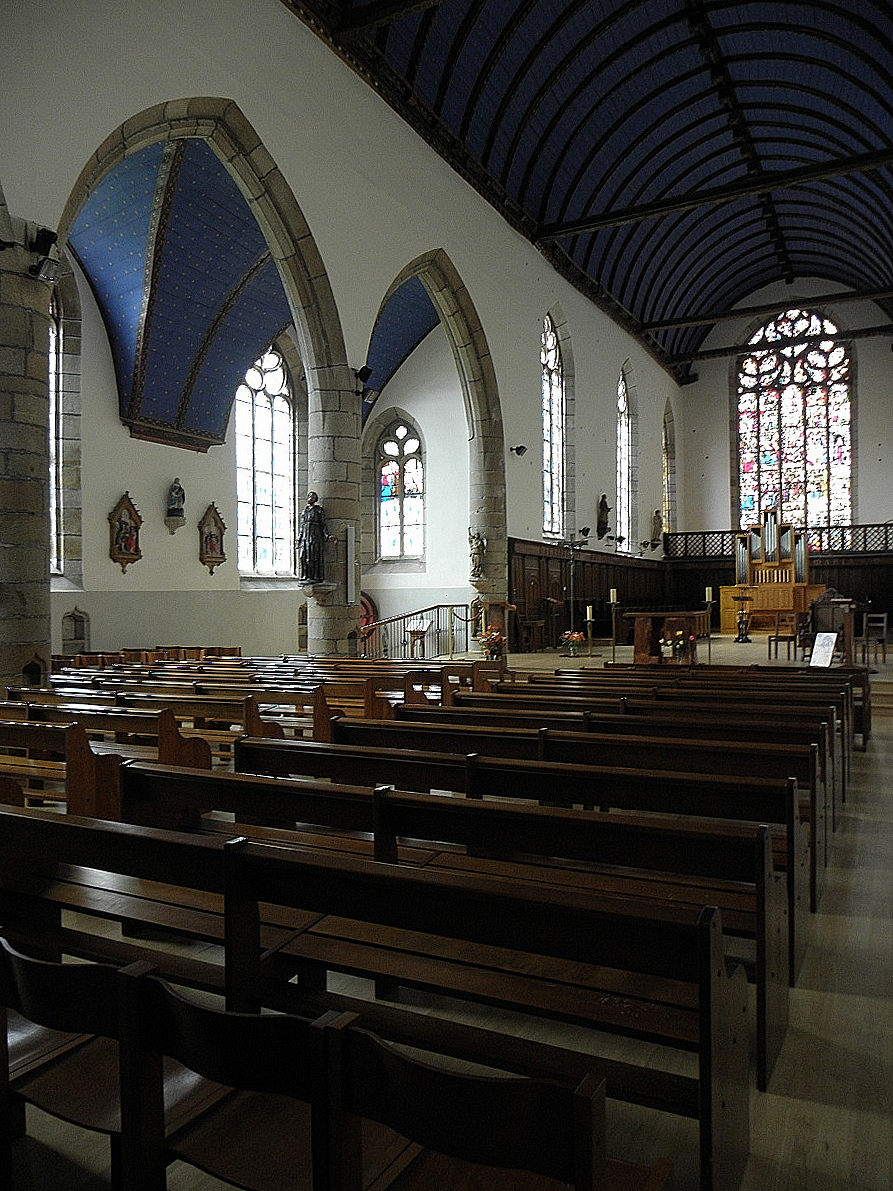
La nef et le collatéral nord.
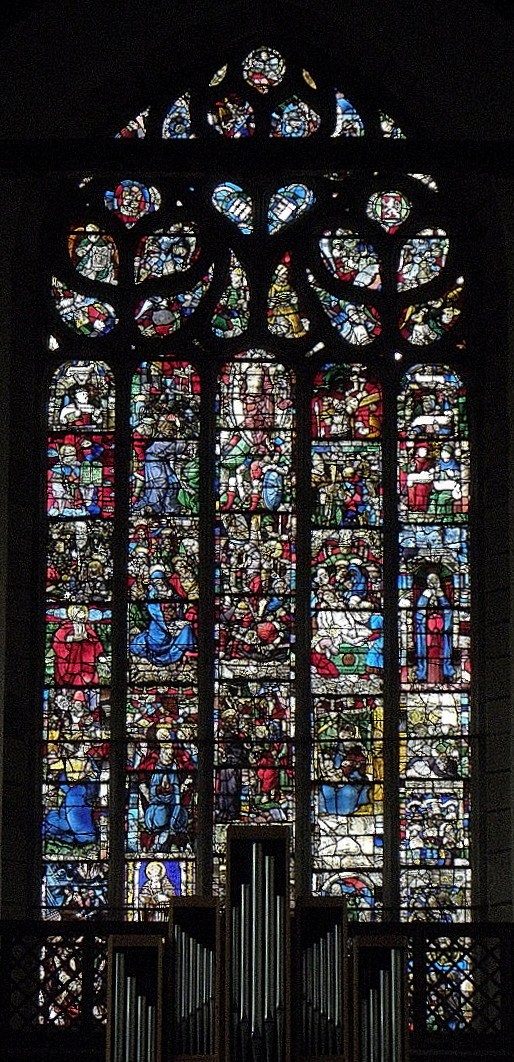
La maîtresse-vitre.
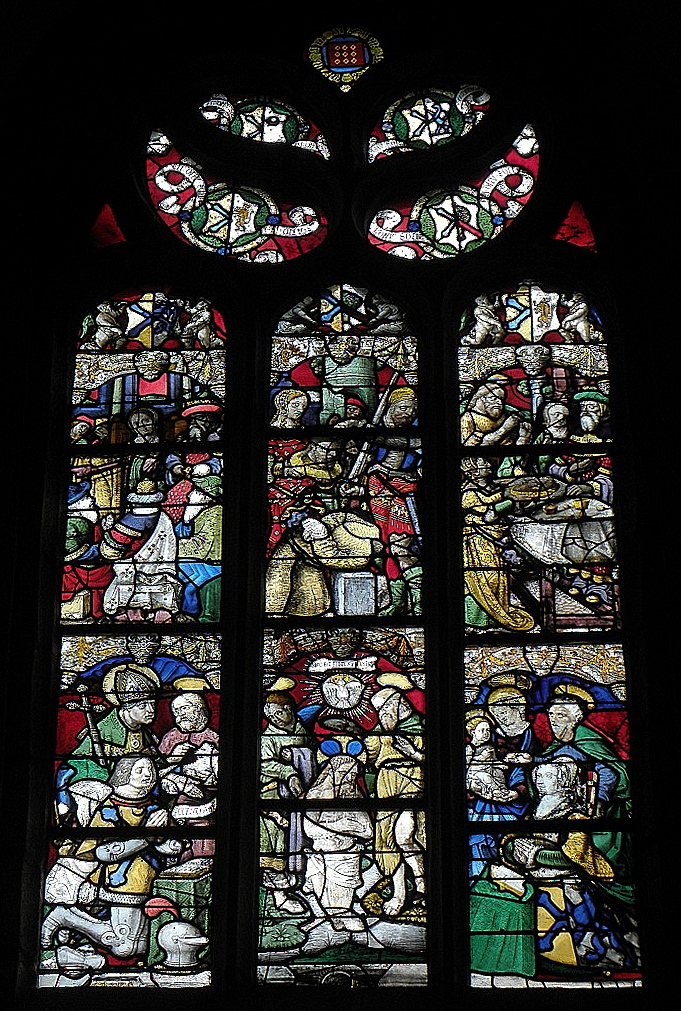
Verrière méridionale.

En 1899, les immeubles appartenant aux religieuses hospitalières de Cuburien furent saisis par le fisc?